# نهر تنجيرو
نهر تنجيرو هو نهر دائم صغير في محافظة السليمانية شمال غرب العراق، يبعُد مسافة 7 كم جنوب غرب مدينة السليمانية التابعة لاقليم كردستان العراق. يبلغ طوله 58 كم. ويندمج هذا النهر مع نهري كيلياسان وكاني بان ويصب في سد دربندخان.

## التلوث
يعتبر نهر تنجيرو ملوثًا تلوث بشدة بالمعادن الثقيلة (الحديد والمنغنيز والنيكل والكروم) والملوثات الأخرى، وذلك بسبب تصريف مياه الصرف الصحي إليه وتصريف فضلات المصانع غير المعالجة إليه، كما وأصبحت ضفافه مكبًا للنفايات الصلبة. وبالتالي تلوث المزارع والتربة، بسبب عدم صلاحية المياه للري. ويؤدي التلوث الناجم عن نهر تانجيرو بشكل دوري إلى نفوق الأسماك في الصيف في بحيرة دربنديجان.